# Oligonychus quasipropetes
Oligonychus quasipropetes är en spindeldjursart som beskrevs av Flechtmann 1981. Oligonychus quasipropetes ingår i släktet Oligonychus och familjen Tetranychidae. Inga underarter finns listade i Catalogue of Life.